# W68 (核弾頭)
W68はアメリカ合衆国が運用していた核弾頭。核融合弾頭であり、アメリカ海軍のポセイドン C-3潜水艦発射弾道ミサイル向けにローレンス・リバモア国立研究所で1960年代後半に開発された。
MIRV用の弾頭として開発されたものであり、Mk3再突入体に搭載される。Mk3再突入体はポセイドンに最大14基搭載できるが、通常は10基搭載で運用された。W68の詳細なサイズは公表されていないが、Mk3再突入体のペイロードから直径65インチ以下と推測されている。重量は367ポンド。核出力は40-50kt。1970年6月から1975年6月までの間に5,250発が生産された。これは、アメリカ合衆国の核兵器として最も多い数である。信管は触発および空中爆発が用意されている。
プライマリーの原子爆弾起爆用に使用しているLX-09 PBX爆薬について、経年劣化による安全性の問題が生じたため、2,000発が1977年から退役を開始し、残りは1978年から1983年の間に改良の上、1991年まで使用された。